# Любешовская Воля
Любешовская Воля (укр. Любешівська Воля) — село в Любешовской поселковой общине Камень-Каширского района Волынской области Украины.
До 2020 года входило в Любешовский район.
Код КОАТУУ — 0723186301. Население по переписи 2001 года составляет 544 человека. Почтовый индекс — 44212. Телефонный код — 3362. Занимает площадь 1,59 км².